# Hucisko (Leżajsk)
Pour les articles homonymes, voir Hucisko.
Hucisko est une localité polonaise de la gmina et du powiat de Leżajsk en voïvodie des Basses-Carpates.